# Crocidura negligens
Crocidura negligens là một loài động vật có vú trong họ Chuột chù, bộ Soricomorpha. Loài này được Robinson & Kloss mô tả năm 1914.